# Modesto Carriegas Pérez
Modesto Carriegas Pérez (Arcentales, 1932-Baracaldo, 13 de septiembre de 1979) fue víctima del terrorismo de ETA, candidato al Congreso de los Diputados de la coalición Unión Foral del País Vasco.

## Biografía
Modesto Carriegas era natural de Arcentales, casado y padre de 5 hijos, asesinado el 13 de septiembre de 1979, a los 47 años de edad. Vivía en Baracaldo, donde dirigía una oficina del Banco Hispano Americano. Había concurrido como candidato al Congreso de los Diputados de la coalición Unión Foral del País Vasco, ocupando el segundo puesto de la lista.
Modesto había sufrido un ataque previo a su asesinato. El 27 de enero, fue víctima de un atraco y secuestro a manos de ETA, que tuvo lugar en la sucursal del Banco Hispano Americano, donde trabajaba.  En ese ataque accedieron a la sucursal cuatro miembros de la banda terrorista, que se hicieron con diez millones de pesetas. Los etarras llevaron a Modesto a la estación de Baracaldo y lo introdujeron en un tren con destino Bilbao. Una vez allí, le liberaron en un bar, no sin antes advertirle de que permaneciera allí hasta las nueve de la mañana. El objetivo de tomarle como rehén fue que los empleados de la sucursal retrasasen la denuncia del robo.

### Asesinato[7]
El 13 de septiembre de 1979 Modesto salió de su casa sobre las 8 de la mañana, dirigiéndose a la oficina del Banco Hispano Americano. En este atentado participaron tres miembros de ETA, de los cuales dos se habían escondido en las escaleras que bajaban hasta el sótano de su domicilio. Modesto solía descender las escaleras a pie. Fue abordado junto al ascensor, donde seguidamente le dispararon desde muy cerca cuatro tiros, alcanzándole dos la cabeza y dos el estómago. No hubo ningún testigo presencial de los hechos aunque sus vecinos y familiares escucharon las cuatro detonaciones con nitidez. Acudieron a auxiliarle los empleados de una sucursal bancaria situada en el portal contiguo, que lo encontraron con una de las manos sobre el estómago. También acudió a su auxilio José Reparaz Fernández, médico y vecino del fallecido, que había escuchado los disparos en un quiosco próximo al lugar de los hechos. Poco después bajó su propia esposa, alertada al escuchar los disparos. Fue trasladado en ambulancia al hospital de Cruces, donde ingresó sin vida. 
Los asesinos habían robado a punta de pistola un Seat 127, de color blanco en la localidad vizcaína de Portugalete, aproximadamente una hora antes del atentado. Al propietario le obligaron a entregarles las llaves y recibió órdenes de no dar cuenta de los hechos hasta pasadas unas horas. Fue en este automóvil donde les esperaba el tercer individuo para darse a la fuga tras efectuar los disparos. Después del atentado, este vehículo fue encontrado por la Policía Nacional en Portugalete. Después del asesinato, la familia de Modesto Carriegas recibió una carta de ETA en la que se les exigía abandonar Baracaldo.
En lo que respecta a la situación procesal de este asesinato, la Audiencia Nacional declaró concluso el sumario y el sobreseimiento provisional el 26 de diciembre del mismo año del asesinato, considerando que las pertinentes investigaciones no resultaron fructíferas. ETA militar reivindicó la autoría de este asesinato dos días después mediante un comunicado. La situación procesal de este asesinato es de sobreseimiento provisional, por tanto no han sido condenados los autores materiales del atentado, ni tampoco consta ninguna investigación que impute estos hechos a ningún miembro de la banda terrorista ETA.